# Monk in Tokyo
Monk in Tokyo ist ein Album von Thelonious Monk. Mitschnitte eines Konzerts des Monk-Quartetts, die in der Sankei Hall, Tokyo am 21. Mai 1963 entstanden waren, erschienen erstmals 1969 als Langspielplatte bei Columbia Records. Das Album dokumentiert das Quartett auf seiner ersten Asien-Tour und in der ersten aufgenommenen Zusammenarbeit mit Butch Warren.

## Hintergrund
Nach einer Europatournee im März 1963 mit Auftritten in Kopenhagen und Paris, bei dem Thelonious Monk mit Charlie Rouse, John Ore und Frankie Dunlop und Studioaufnahmen für das Columbia-Album Criss-Cross kam Anfang Mai für Ore der Bassist Butch Warren ins Thelonious Monk Quartet, um mit ihm im New Yorker Birdland aufzutreten. Im Mai ging das Monk-Quartett auf seine erste Japantournee, die ein triumphaler Erfolg wurde, so Thomas Fitterling. Das Repertoire bestand hauptsächlich aus Thelonious Monks eigenen Kompositionen wie „Straight No Chaser“, „Blue Monk“ und „Bemsha Swing“. Die japanische Nippon Columbia schnitt die zwei Gastspiele Monks in der Tokyoter Sankei Hall am 21. Mai 1963 mit; zwei Tage später folgte noch ein Auftritt des Monk-Quartetts in einem Fernsehstudio, dokumentiert auf dem Album Thelonious Monk 1963 in Japan.

## Editorische Hinweise
Als einziges Werk dieses Konzerts hatte Columbia bereits 1965 „Evidence“ auf dem Live-Kompilationsalbum Misterioso (Recorded on Tour) veröffentlicht. Nachdem das Album 1969 erschienen war, legte Columbia in Japan weiteres Material des Konzerts im Jahr 1973 mit der Veröffentlichung des Doppelalbums Monk in Tokyo (CBS/Sony – SOPW 69~70) vor. 1990 erschien das zusätzliche Material auch auf dem Columbia-Album Tokyo Concerts Vol. 2 (CBS 466552-2). In vollständiger Form veröffentlichte Columbia im Jahr 2001 den Mitschnitt als Doppel-Compact-Disc.

## Titelliste

### Monk in Tokyo
- The Thelonious Monk Quartet – Monk in Tokyo (CBS/Sony – SONP 50170-R, CBS/Sony – SONP 50170R, CBS/Sony – SONP-50170-R)[7]

A1 Epistrophy (Monk) 7:19

A2 Blue Monk (Monk) 13:20

B1 Straight, No Chaser (Monk) 9:36

B2 Just a Gigolo (Irving Caesar, J. Brammer, L. Casucci) 2:25

B3 Bemsha Swing (Monk) 4:26

B4 Epistrophy (Monk) 0:58

### CD-Edition (2001)
- Thelonious Monk – Monk in Tokyo (Columbia C2K 63538, Legacy – 0635382003)

| CD 1 1. Straight, No Chaser 9:46 2. Pannonica 7:46 3. Just a Gigolo (Irving Caesar, Julius Brammer, Leonello Casucci) 2:30 4. Evidence (Justice) 7:55 5. Jackie-ing 5:07 6. Bemsha Swing (D. Best, Monk) 4:25 7. Epistrophy (Kenny Clarke, Th. Monk) 1:10 | CD 2 1. I’m Getting Sentimental Over You (George Bassman, Ned Washington) 9:28 2. Hackensack 11:03 3. Blue Monk 13:18 4. Epistrophy (K. Clarke, Monk) 8:25 Alle anderen Kompositionen stammen von Thelonious Monk. |

## Rezeption
Steve Loewy verlieh dem Album in Allmusic 4½ (von fünf) Sterne und schrieb: „Das japanische Publikum reagiert begeistert, und das Quartett reagiert mit einer allgemein inspirierten Darbietung. Monks Markenzeichen, skurrile Kompositionen, sind mit ihren raffinierten Stimmen, rhythmischen Kuriositäten und melodischen Exzentrizitäten zu erleben. Zu diesem Zeitpunkt seiner Karriere war Monks Output bemerkenswert konsistent, und es gibt hier nichts, was diese Charakterisierung zerstreuen könnte. Trotz der kurzen Aufnahmezeit ist die Musik von gleichbleibend hoher Qualität und auch gut aufgenommen.“
Rouse sei zwar nur in durchschnittlicher Form, meinte der Kritiker von The Absolute Sound, „aber Bassist Butch Warren und Schlagzeuger Ben Riley swingen wie verrückt, der Sound ist exzellent und Monk selbst klingt inspiriert - wir schätzen ihn als Komponisten so sehr, dass wir vergessen können, was für ein großartiger Solist er war.“
Laut All About Jazz ist dies „auf jeden Fall“ ein gutes Live-Monk-Album, „das dem fantastischen Live at the It Club ebenbürtig ist.“ Alles in allem handelt es sich um einen Live-Monk-Mitschnitt, der mit einer echten Freude Monks geliefert wird. Er sollte von jedem erworben werden, der die Bedeutung Monks kennt und ein erstklassiges historisches Dokument besitzen möchte.
Nach Ansicht von Thomas Fitterling war Monk bei seinem Auftritt in der Sankei Hall in bester Spiellaune. Der Autor lobt auch das Spiel des Neuzugangs Butch Warren; dessen Ton sei (gegenüber John Ore) „kräftiger, zupackender und vermittelt einen stärkeren Drive.“